# Нафтохімік (Бургас)
ПФК «Нафтохімік 1962» Бургас (болг. Професионален Футболен Клуб Нефтохимик 1962 Бургас) — болгарський футбольний клуб з міста Бургас, заснований у 1962 році. Виступає у Другій лізі. По сезон 2016–2017 років чемпіонату Болгарії виступав у Першій лізі. Домашні матчі приймає на стадіоні «Лазур», потужністю 18 037 глядачів.